# Estación de Sierra Nevada
Sierra Nevada es una estación en superficie de la línea 1 del Metro de Granada. Se encuentra situada en el término municipal de Armilla, en el área metropolitana de la ciudad española de Granada.

## Situación

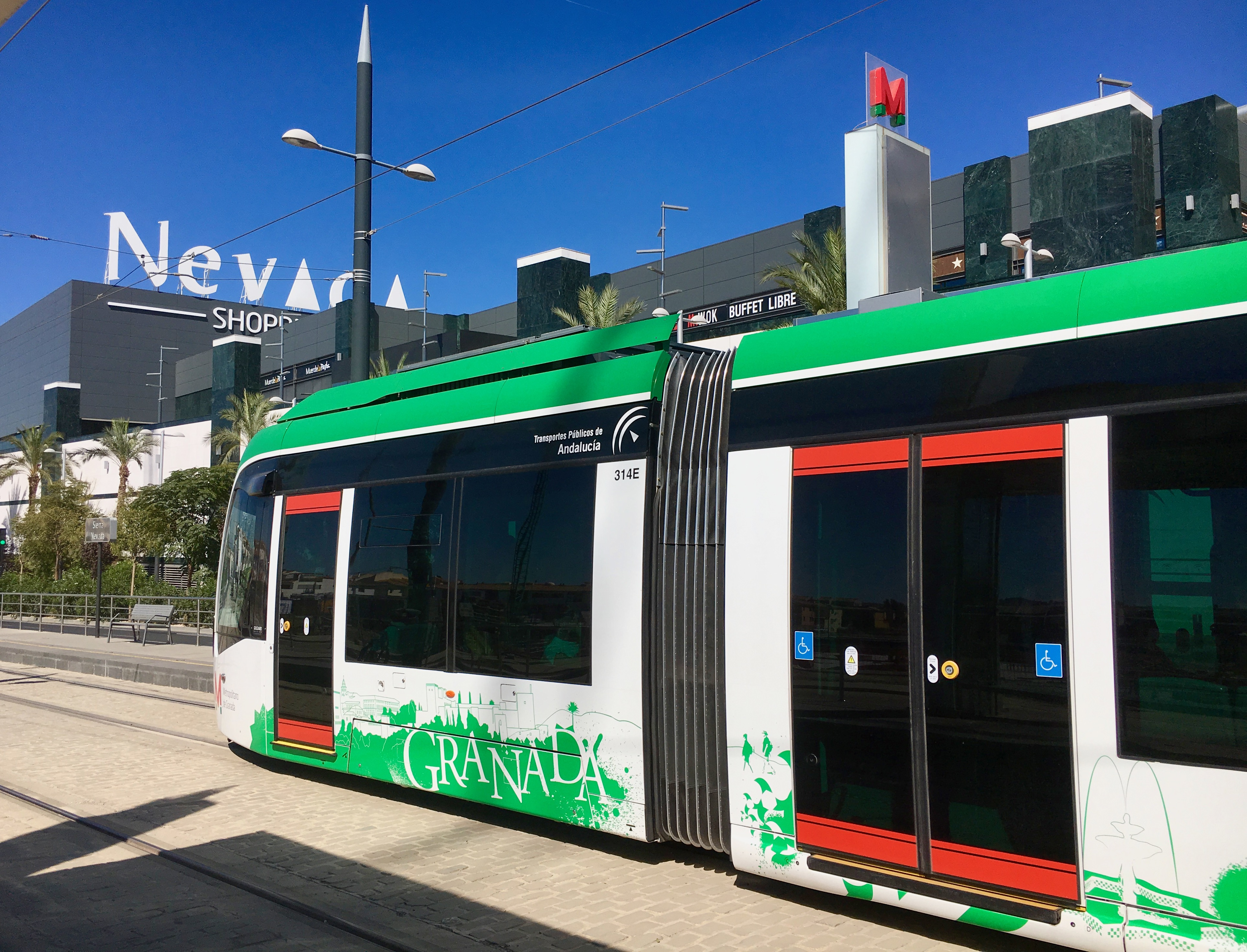
Una unidad del Metro de Granada dando servicio a la estación de Sierra Nevada, junto al centro comercial Nevada.

La estación de Sierra Nevada está situada en la calle Darwin, a las afueras del municipio de Armilla. Su función es dar servicio al noroeste del municipio, una zona residencial en la que predominan las viviendas unifamiliares y urbanizaciones. Junto a Fernando de los Ríos y Armilla se trata de una de las tres estaciones de la red de Metro de Granada situadas en dicho municipio. 
Su situación se encuentra junto al gran centro comercial Nevada con el que comparte nombre, lo que constituye una de los motivos por los que atrae a una gran afluencia de pasajeros. La estación se encuentra a 500 metros de la Ciudad Deportiva de la Diputación de Granada, el mayor complejo polideportivo público del área metropolitana.
El municipio de Armilla se sitúa a 1 km de Granada, siendo uno de los 4 municipios que cubre el sistema.  La construcción de esta estación no estaba prevista desde el primer anteproyecto del Metropolitano de Granada en 1998, que preveía que la línea finalizara en Parque Tecnológico y no entrase en Armilla, aunque acuerdos posteriores con el Ayuntamiento desembocaron en un acuerdo para que la línea alcanzase el municipio.

## Características y servicios
La configuración de la estación es de dos andenes laterales de 65 metros de longitud con sendas vías, una por cada sentido. La arquitectura de la estación se dispone en forma de doble marquesina a ambos lados, con un techo y elementos arquitectónicos y decorativos en acero y cristal. La estación es accesible a personas con movilidad reducida, tiene elementos arquitectónicos de accesibilidad a personas invidentes y máquinas automáticas para la compra de títulos de transporte. También dispone de paneles electrónicos de información al viajero y megafonía.
Su situación a escasos metros de un gran centro comercial atrae a un gran número de viajeros, siendo en una de las estaciones de la red con mayor afluencia, en especial durante los fines de semana.

## Intermodalidad
La estación se encuentra integrada en la intersección de la Calle Darwin con la Avenida de las Palmeras. Se trata de una estación intermodal con la línea 159 de autobuses interurbanos del Consorcio de Transportes de Granada, ya que junto a ella se encuentra una parada. Esta línea conecta el municipio con el Parque Tecnológico de Ciencias de la Salud de Granada.